# 다문초등학교 (경북)
다문초등학교는 대한민국 경상북도 경산시에 있는 공립 초등학교이다.

## 학교 연혁
- 1937.04.01 진량보통학교 부설 다문간이학교 인가
- 1943.10.01 진량동부국민학교로 승격 개교
- 1955.10.01 다문국민학교로 교명 변경
- 1983.03.01 다문초등학교 병설유치원 개원
- 1996.03.01 다문초등학교로 교명 변경
- 2003.12.09 평사리 지역 자유학구로 변경 지정
- 2006.03.01 특수학급 1학급 편성
- 2013.03.01 초등학교 7학급(특수학급 포함), 유치원 1학급 편성
- 2014.02.18 제66회 4명 졸업 (졸업생 누계 4,738명)
- 2014.03.01 제35대 이돈열 교장 부임

## 참고 자료
- 다문초등학교 - 한국교육학술정보원 학교알리미